# Elsa Merlini

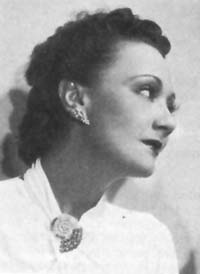
Fotografía de Elsa Merlini.

Elsa Merlini (Elsa Tscheliesnig) (Trieste, 26 de julio de 1903 - Roma, 22 de febrero de 1983) fue una actriz y cantante italiana de cine y teatro.
Nacida como Elsa Tscheliesnig, adoptó el apellido de su padrastro. Sumó a sus grandes éxitos teatrales una carrera en cine en 1931, interpretando La secretaria privata, de Goffredo Alessandrini que la convierte en una "diva de teléfono blanco".
Fue también una reconocida intérprete teatral en varias obras de Shaespeare, Pirandello, Anouilh y Thornton Wilder.